# Bathytropa colasi
Bathytropa colasi är en kräftdjursart som beskrevs av Albert Vandel 1954. Bathytropa colasi ingår i släktet Bathytropa och familjen Bathytropidae. Inga underarter finns listade i Catalogue of Life.